# Fernando Vargas
Fernando Javier Vargas (Oxnard, 7 dicembre 1977) è un ex pugile e attore statunitense.
Soprannominato "The Aztec Warrior", "Ferocious Fernando" o "El Feroz", è stato campione IBF e  WBA dei medioleggeri.
Alcuni dei successi più grandi di Vargas includono vittorie su Raul Marquez, Ike Quartey e Winky Wright, mentre solo Félix Trinidad, Óscar de la Hoya, Shane Mosley e Ricardo Mayorga sono riusciti a sconfiggerlo.
Fernando è inoltre un grande amico del leggendario Julio César Chávez, che ha fatto parte del suo angolo in almeno due match, quelli contro Tito Trinidad e De La Hoya.

## Carriera

### Carriera da dilettante

#### I primi passi
Vargas nasce ad Oxnard, California, da genitori di origine messicana. Appassionato di boxe, durante la sua gioventù si è allenato al famoso La Colonia Youth Club Boxing, sempre nel quartiere di Oxnard.
Termina la sua carriera da pugile amatoriale con un record di 100 vittorie e 5 sconfitte, oltre a battere alcuni record dilettantistici. Nel 1992 vince il campionato delle 132 libbre alle Junior Olympics Box-Offs arrivando secondo alle vere e proprie Junior Olympics. Nel 1993 cattura le tre corone della boxe amatoriale: le Junior Olympics Box-Offs, le Junior Olympics ed il torneo internazionale delle Junior Olympics. L'anno seguente solidifica la sua posizione come uno dei più promettenti dilettanti del mondo vincendo la medaglia d'oro al festival olimpionico, trionfando inoltre ai campionati nazionali a livello di 132 libbre e diventando il più giovane boxeur a riuscirci. Nel 1995 viene scelto per la selezione olimpionica statunitense dell'anno successivo.

## Fuori dal ring
Vargas ha interpretato Tiko "TKO" Martinez nel film Alpha Dog del 2007 diretto da Nick Cassavetes.